# Ghiacciaio Murphy
Il ghiacciaio Murphy (in inglese Murphy Glacier) è un ghiacciaio situato sulla costa di Loubet, nella parte occidentale della Terra di Graham, in Antartide. Il ghiacciaio, il cui punto più alto si trova 800 m s.l.m., si trova in particolare sulla penisola Pernik e fluisce verso ovest fino alla scogliera di Orford, dove unisce il suo flusso a quello del ghiacciaio Wilkinson, che fluisce poi nel fiordo di Lallemand.

## Storia
Il ghiacciaio Murphy è stato mappato dal British Antarctic Survey, che all'epoca si chiamava ancora Falkland Islands and Dependencies Survey (FIDS), grazie a fotografie aeree scattate durante una spedizione della stessa agenzia nel 1956-57 ed è stato poi così battezzato in onore di Thomas L. Murphy, comandante e assistente ricognitore del FIDS di stanca all'isola Detaille nel 1956.